# トータルクラリティ
トータルクラリティ（欧字名:Total Clarity、2022年1月30日 - ）は、日本の競走馬。主な勝ち鞍に2024年の新潟2歳ステークス。
馬名の意味は、完全な鮮明さ。ビットレートを上げて得られる高画質。母名より連想。

## 経歴

### 2歳（2024年）
2024年6月16日、京都競馬場第5レースの2歳新馬戦（芝1600m）で、北村友一を鞍上にデビュー。好スタートを決めた後は前団で控え、直線では鞍上の鞭に応え、上がり3F最速で差し切り新馬勝ち。
陣営は次走に重賞初挑戦となる新潟2歳ステークス（GIII）を選択した。道中は冷静に前団で進め、直線では人気のコートアリシアンに一度差されたものの、もう一度差し返し重賞初制覇を飾った。また、父のバゴは3年振りとなる産駒のJRA重賞制覇となった。10月29日、朝日杯フューチュリティステークスへの参戦を表明した。そしてGI初挑戦となるこの舞台に参戦。道中は前団に付け追走。直線は鞍上が動かしたが、反応なく13着に敗れた。

## 競走成績
以下の内容は、netkeiba.comおよびJBISサーチの情報に基づく。
| 競走日     | 競馬場 | 競走名      | 格   | 距離（馬場）  | 頭 数 | 枠 番 | 馬 番 | オッズ （人気） | 着順 | タイム （上り3F） | 着差 | 騎手      | 斤量 [kg] | 1着馬（2着馬）       | 馬体重 [kg] |
| ---------- | ------ | ----------- | ---- | ------------- | ----- | ----- | ----- | --------------- | ---- | ----------------- | ---- | --------- | --------- | -------------------- | ----------- |
| 2024.06.16 | 京都   | 2歳新馬     |      | 芝1600m（良） | 10    | 8     | 10    | 003.80（2人）   | 01着 | R1:36.5（33.9）   | -0.1 | 0北村友一 | 55        | （ラトラース）       | 454         |
| 0000.08.25 | 新潟   | 新潟2歳S    | GIII | 芝1600m（良） | 11    | 7     | 9     | 011.70（6人）   | 01着 | R1:34.2（34.0）   | -0.1 | 0北村友一 | 55        | （コートアリシアン） | 462         |
| 0000.12.15 | 京都   | 朝日杯FS    | GI   | 芝1600m（良） | 16    | 5     | 10    | 006.60（3人）   | 13着 | R1:36.1（35.6）   | -2.0 | 0北村友一 | 56        | アドマイヤズーム     | 474         |
| 2025.03.22 | 中京   | ファルコンS | GIII | 芝1400m（良） | 18    | 6     | 11    | 008.80（4人）   | 10着 | R1:21.9（35.6）   | -0.9 | 0北村友一 | 57        | ヤンキーバローズ     | 474         |
| 0000.05.11 | 東京   | NHKマイルC  | GI   | 芝1600m（良） | 18    | 4     | 7     | 167.2（16人）   | 18着 | R1:34.5（37.7）   | -2.8 | 0北村友一 | 57        | パンジャタワー       | 464         |

- 競走成績は2025年5月11日現在

## 血統表
| トータルクラリティの血統  | トータルクラリティの血統             | トータルクラリティの血統    | （血統表の出典）            | （血統表の出典） |
| 父系                      | ブラッシンググルーム系               | ブラッシンググルーム系      | ブラッシンググルーム系      | [ § 2 ]          |
| 父 *バゴ Bago 2001 黒鹿毛 | 父の父Nashwan 1986 栗毛              | Blushing Groom              | Red God                     | Red God          |
| 父 *バゴ Bago 2001 黒鹿毛 | 父の父Nashwan 1986 栗毛              | Blushing Groom              | Runaway Bride               |                  |
| 父 *バゴ Bago 2001 黒鹿毛 | 父の父Nashwan 1986 栗毛              | Height of Fashion           | Bustino                     | Bustino          |
| 父 *バゴ Bago 2001 黒鹿毛 | 父の父Nashwan 1986 栗毛              | Height of Fashion           | Highclere                   |                  |
| 父 *バゴ Bago 2001 黒鹿毛 | 父の母Moonlight's Box 1996 鹿毛      | Nureyev                     | Northern Dancer             | Northern Dancer  |
| 父 *バゴ Bago 2001 黒鹿毛 | 父の母Moonlight's Box 1996 鹿毛      | Nureyev                     | Special                     |                  |
| 父 *バゴ Bago 2001 黒鹿毛 | 父の母Moonlight's Box 1996 鹿毛      | Coup de Genie               | Mr. Prospector              | Mr. Prospector   |
| 父 *バゴ Bago 2001 黒鹿毛 | 父の母Moonlight's Box 1996 鹿毛      | Coup de Genie               | Coup de Folie               |                  |
| 母 ビットレート 2012 栗毛 | 母の父スペシャルウィーク 1995 黒鹿毛 | *サンデーサイレンス         | Halo                        | Halo             |
| 母 ビットレート 2012 栗毛 | 母の父スペシャルウィーク 1995 黒鹿毛 | *サンデーサイレンス         | Wishing Well                |                  |
| 母 ビットレート 2012 栗毛 | 母の父スペシャルウィーク 1995 黒鹿毛 | キャンペンガール            | マルゼンスキー              | マルゼンスキー   |
| 母 ビットレート 2012 栗毛 | 母の父スペシャルウィーク 1995 黒鹿毛 | キャンペンガール            | レディーシラオキ            |                  |
| 母 ビットレート 2012 栗毛 | 母の母スルーレート 2002 鹿毛         | *フレンチデピュティ         | Deputy Minister             | Deputy Minister  |
| 母 ビットレート 2012 栗毛 | 母の母スルーレート 2002 鹿毛         | *フレンチデピュティ         | Mitterand                   |                  |
| 母 ビットレート 2012 栗毛 | 母の母スルーレート 2002 鹿毛         | *スルーオール               | Seattle Slew                | Seattle Slew     |
| 母 ビットレート 2012 栗毛 | 母の母スルーレート 2002 鹿毛         | *スルーオール               | Over All                    |                  |
| 母系(F-No.)               | スルーオール(USA)系(FN:8-h)          | スルーオール(USA)系(FN:8-h) | スルーオール(USA)系(FN:8-h) | [ § 3 ]          |
| 5代内の近親交配           | Halo 5×4 Mr. Prospector 4×5          | Halo 5×4 Mr. Prospector 4×5 | Halo 5×4 Mr. Prospector 4×5 | [ § 4 ]          |
| 出典                      | 1. 2. 3. 4.                          | 1. 2. 3. 4.                 | 1. 2. 3. 4.                 | 1. 2. 3. 4.      |

- 祖母スルーレートは2005年のフラワーカップ（GIII）2着、クイーン賞（GIII）3着の実績がある。
- 4代母Over Allは1987年のメイトロンステークス（米G1）、スピナウェイステークス（米G1）優勝馬。
- その他の主な近親にパッシングスルー（紫苑ステークス）、スルーセブンシーズ（中山牝馬ステークス）、フェブランシェ（スパーキングレディーカップ）など。